# Комишове шосе
Комишове шосе (крим. Qamış şosse) — вулиця в Гагарінському районі Севастополя, названа на честь напрямку з Миколаївки до Комишової бухти.
На всьому своєму протязі (8,2 км) збігається з автошляхом Р-58, фактично виконує функції об'їзної дороги з півдня на захід міста.

### Початок
Від площі з круговим рухом, де сходяться:
- Вулиця Хрустальова.
- Монастирське шосе.
- Міське шосе (Камишове шосе є його фактичним продовженням).
- Траса 67Н-19.

### Кінець
Розгалужується на вулицю Правди та набережну Рибпорта.

### Примикають
- Козаче шосе.
- Вулиця Тараса Шевченка (через круговий рух).
- Фіолентовське шосе (через круговий рух: Фіолентівське кільце).
- Індустріальна вулиця.
- Вулиця Хрустальова (через круговий рух).
- Монастирське шосе (через круговий рух).